# Stanisław Butnicki
Stanisław Butnicki (ur. 25 czerwca 1917 w Jałowieckiej Górze na Łotwie, zm. 9 marca 2005 w Gdańsku) – polski naukowiec, specjalista z dziedziny inżynieria materiałowa, mechanika, budowa i eksploatacja maszyn, profesor Politechniki Gdańskiej.

## Działalność naukowa i zawodowa
W 1938 uzyskał maturę w Państwowym Gimnazjum w Krasławiu. W 1938 rozpoczął studia na Uniwersytecie w Rydze. Po wybuchu II wojny światowej został wcielony do Armii Łotwy i – po aneksji Łotwy przez ZSRR – do Armii Czerwonej, skąd uciekł w lipcu 1941. W latach 1942–1945 przebywał na robotach przymusowych, wywieziony do III Rzeszy. Pracował w Berlinie – w zakładach Norwick Remmer i AEG jako pomocnik ślusarza. Od 1945 mieszkał w Gdańsku. 
Studia wyższe ukończył na Wydziale Mechanicznym Politechniki Gdańskiej w 1950 jako magister inżynier mechanik. W latach 1950–1963 był kierownikiem Centralnego Laboratorium Stoczni Gdańskiej, a w latach 1963–1965 oraz 1967–1970 – kierownikiem Zespołu Zakładów Materiałoznawstwa Okrętowego Ośrodka Badawczego Przemysłu Okrętowego w CBKO nr 1 w Gdańsku. W latach 1965–1966 był profesorem na Uniwersytecie w Bagdadzie w Iraku. W latach 1948–1950 oraz 1970-1991 pracował na Politechnice Gdańskiej. Na Wydziale Technologii Maszyn PG uzyskał w 1961 doktorat, a na Wydziale Budowy Okrętów – habilitację w 1963. Od 1965 docent, od 1974 profesor nadzwyczajny. Na Wydziale Mechaniczno-Technologicznym pełnił funkcje: zastępcy dyrektora do spraw naukowych (1970–1974), dyrektora Instytutu Technologii Materiałów Maszynowych i Spawalnictwa (1974–1979), kierownika Zakładu Metaloznawstwa i Obróbki Cieplnej (1982–1984), dziekana Wydziału Mechaniczno-Technologicznego (1984–1987). W latach 1982–1988 był przewodniczącym Komisji Biblioteczno-Wydawniczej w Bibliotece Głównej PG. W 1988 przeszedł na emeryturę.
Był autorem i współautorem kilkudziesięciu publikacji, w tym 4 monografii, m.in.: Spawalność i kruchość stali, Warszawa 1975 (2 wydania w 1979 i 1991 roku), 3 skryptów Wpływ zgniotu na zimno na zmianę własności mechanicznych metali, Gdańsk 1978 na temat metaloznawstwa, techniki wytwarzania, metaloznawstwa, spawalnictwa. Był promotorem 10 doktorów. Napisał książkę biograficzną: Wspomnienia Polaka z Łotwy, Lublin 1999.
Był członkiem: Komitetu Nauki o Materiałach PAN (1978-1980), Komitetu Mechaniki PAN, organizacji zawodowych: Stowarzyszenia Inżynierów i Mechaników Polskich – SIMP (przewodniczący koła na PG), Naczelnej Organizacji Technicznej – oddziału w Gdańsku. W 1978 był ekspertem Gdańskich Zakładów Rafineryjnych.

## Ordery, odznaczenia i nagrody
- Brązowy Krzyż Zasługi (1956)[1]
- Złoty Krzyż Zasługi (1959)
- Krzyż Kawalerski Orderu Odrodzenia Polski (1987)
- Medal im. Stanisława Olszewskiego SIMP (1990)
- Złota Odznaka Honorowa NOT